# Cremilde Rosado Fernandes
Cremilde Maria de Oliveira Rosado Fernandes Doderer (Lisboa, 7 de dezembro de 1940) é uma cravista portuguesa.

## Vida
Estudou no Conservatório Nacional de Lisboa com mestres como Maria Augusta Barbosa (História da Música e Harmonia), Evaristo Campos Coelho (Piano) e Jorge Croner de Vasconcelos (Composição), tendo concluído o curso superior de Piano e iniciado, em 1959, os estudos de Música Antiga sob orientação de Macario Santiago Kastner e Maria Malafaia. Posteriormente, na Escola Superior de Música de Würzburg, fez estudos superiores de cravo, tendo ainda participado em diversos simpósios internacionais.
Entre 1976 e 1981, teve a seu cargo a classe de instrumentos históricos de tecla no Hermann-Zilcher-Konservatorium de Würzburg. Em Lisboa, leccionou os cursos de piano e cravo no Conservatório Nacional e na Escola Superior de Música de Lisboa ensinou, desde 1986, cravo, clavicórdio e baixo contínuo.
Realizou numerosos recitais de cravo, clavicórdio e pianoforte, em países europeus e extra-europeus, onde os seus programas têm procurado dar especial relevo à música ibérica dos séculos XVI, XVII e XVIII. Gravou para estações radiofónicas e televisivas portuguesas e estrangeiras e publicou edições de música antiga portuguesa para a colecção Portugaliae Musica, da Fundação Calouste Gulbenkian. Os seus numerosos registos discográficos em instrumentos históricos de tecla, publicados em Portugal e no estrangeiro, constituíram muitas primeiras gravações de obras de Carlos Seixas, João de Sousa Carvalho, Francisco Xavier Baptista, Lodovico Giustini di Pistoia e Domenico Scarlatti.
Foi agraciada com a Medalha de Mérito Cultural.

## Discografia
- Carlos Seixas, Sonatas para Cravo (Strauss, Portugalsom), 1991
- Francisco Xavier Baptista, Sonatas (Strauss, Portugalsom), 1995
- Lodovico Giustini di Pistoia, 'Sonate da cimbalo di piano, e forte detto volgarmente di martelletti' (Numérica), 1996
- Carlos Seixas, Sonatas (pianoforte), Numérica, 2008[2]